# 岩崎了
岩崎了（日语：／ Iwasaki Ryō，9月7日—），出生於日本兵庫縣，日本男性配音員。隷屬於ARTSVISION，日本播音演技研究所畢業。

## 演出作品

### 電視動畫
2010年
- 荒川爆笑團（國土交通大臣的秘書）
- SDGUNDAM三國傳（張郃薩克III）
- 強襲魔女2（飛行員）
- 咎狗之血（部下）
- Heartcatch 光之美少女！（史納奇、男學生、老師、青年）

2011年
- 閃電十一人GO（錦龍馬）
- SDGUNDAM三國傳（曹操兵）
- 魔乳秘劍帖（使用人B）
- 幸福光暈〜hitotose〜（父）
- 最後流亡-銀翼的飛夢-（操舵士（貴族船））
- 蘿球社！（小笠原（螳螂））

2012年
- 閃電十一人GO 時空之石（錦龍馬、Wally、札諾、淺間傳兵衛）
- 銀魂'（隊士A）
- Fate/Zero 2nd Season（管制官）

2013年
- 我不受歡迎，怎麼想都是你們的錯！（智子的父親）

2016年
- 在下坂本，有何貴幹？（男學生）

2018年
- 我的英雄學院 第3期（紡織者）

2020年
- 我的英雄學院 第4期（紡織者）

2021年
- 我的英雄學院 第5期（紡織者）
- 緋紅結繫（男性播音員、怪伐軍）
- 寶可夢 旅途（尼托）

2022年
- 我的英雄學院 第6期（紡織者）

2024年
- 我的英雄學院 第7期（紡織者）

### OVA
- 鈴木同學，我愛你！（鈴木忍）

### 動畫電影
2007年
- 異邦人 無皇刃譚

2010年
- 火影忍者疾風傳劇場版 失落之塔

2011年
- 閃電十一人GO 究極之絆 獅鷲獸（錦龍馬、蛇野卷人）
- 鬼神傳（武官）
- 佛陀 -美麗的紅色沙漠-

2012年
- 浮浮啾啾
- 給小桃的信
- 閃電十一人GO VS 紙箱戰機W（錦龍馬）

2014年
- 阿茹茉妮（日语：アルモニ）（渡邊）

2019年
- 我的英雄學院劇場版：英雄新世紀（紡織者）

### 網路動畫
- Starry☆Sky（隼風）

### 遊戲
- 心靈殺手（拉斯提）
- FINAL FANTASY XIII
- 緋色的碎片 新玉依姬傳承（伊勢源太郎）
- 最後一戰：瑞曲之戰
- 拳皇全明星（如月影二）

### 外語配音
- IRIS
- 法庭女王2
- 遜咖日記
- 史前新紀元
- 廣告狂人
- 靈異之城 第三季
- 美女上錯身

### 舞台
- 僕らの世界の確かなイト（月島）
- また会おうと竜馬は言った（棟方）

## 外部連結
- 事務所官方簡歷
- 岩崎了的X（前Twitter）